# Шавьядинский сельсовет
Шавьядинский сельсовет — муниципальное образование в Балтачевском районе Башкортостана.

## История
Согласно «Закону о границах, статусе и административных центрах муниципальных образований в Республике Башкортостан» имеет статус сельского поселения.

## Население
| 2002 | 2009 | 2010 | 2012 | 2013 | 2014 | 2015 |
| ---- | ---- | ---- | ---- | ---- | ---- | ---- |
| 980  | ↘885 | ↘681 | ↘624 | ↘604 | ↘589 | ↘559 |
| 2016 | 2017 |      |      |      |      |      |
| ↗562 | ↘549 |      |      |      |      |      |

## Состав сельского поселения
| № | Населённый пункт | Тип населённого пункта          | Население |
| - | ---------------- | ------------------------------- | --------- |
| 1 | Шавьяды          | деревня, административный центр | ↘269      |
| 2 | Тибелево         | деревня                         | ↘189      |
| 3 | Кузеево          | деревня                         | ↘127      |
| 4 | Тыканово         | деревня                         | ↘96       |